# Fylketiden
Fylketiden eller Fylkes tideräkning (på engelska The Shire Reckoning) är det kalendersystem som används av hobbitarna i den fiktiva staden Fylke i J.R.R. Tolkiens Sagan om ringen-universum. Kalendersystemet härstammar från kalendern som brukas av Dúnedain, vilken i sin tur är en anpassning av den alviska kalender som konstruerats av Eldar.
Tolkien baserade fylketidens månadsnamn, och även dess konstruktion, på anglosaxarnas kalender, såsom den beskrevs av Beda venerabilis verk On the Reckoning of Time. 

## Historia
Hobbitarna var ursprungligen nomadiserade, och brukade inget organiserat kalendersystem under sin tid som ett vandrade folk. De använde sig mer eller mindre av månens bana för att löst fastställa månader, men delade inte upp dessa i veckor. Först då de började bosätta sig i Eriador antog de The King's Reckoning; det tideräkningssystem som brukades av Dúnedain - de människor som var ättlingar till númenor. Det numenoriska systemet byggde i sin tur på ett alviskt tideräkningssystem som utarbetats av Eldar, men anpassades av människorna för att bättre passa deras behov.
Alverna i Midgård följde en tideräkning som främst kretsade kring Yen, vilka var år bestående av 52 596 av våra dagar. De noterade dock också solår, vilka benämndes som Ioa. Eftersom Tolkien konstruerade Arda, världen där eposet utspelar sig, utifrån vår egen planet, var ett av dessa solår 365 dagar. Eldar delade in en Ioa i sex säsonger, vardera bestående av 54 eller 72 dygn, samt fem extradagar som låg utanför månaderna, samt tre skottdagar vart tolfte år.
Då númenor antog ett kalendersystem baserat på dessa solår, anpassade de indelningen av ett år efter kortare och mer regelbundna perioder. Ett år delades i The King's Reckoning in i tolv månader, kallade astar, vilka bestod av 30 eller 31 dagar var. Tre extradagar, som inte tillhörde någon månad, ingick fortfarande i året, och vart fjärde år lades en skottdag till. Då númenor var duktiga sjöfarare lade de även till en extra dag, tillägnad havet, i den sex dagar långa alviska veckan.
Efter att hobbitarna börjat bruka det numenoriska systemet utförde de en rad mindre ändringar inom detta. Detta resulterade i ett unikt kalendersystem som de benämnde fylketiden, och man började utföra tideräkning där man utgick från koloniseringen av Fylke som år 1. I fylketiden är varje månad av lika längd: 30 dagar. Utöver de tolv månaderna har de fem extradagar varje år, vilka inträffar utanför månaderna, och vart fjärde år tillförs en skottårsdag. Två av extradagarna inträffar kring årsskiftet: 1 Yule inträffar den sista dagen varje år, och 2 Yule inleder nästa år. De övriga tre dagarna inträffar vid sommarsolståndet, mellan två månader, och fungerar som en högtid: 1 Lithe, Mid Year's Day och 2 Lithe. Då en skottdag inträffar infaller den mellan Mid Year's Day och 2 Lithe. I och med fylkesreformen placerade man extradagarna även utanför veckodagarna, och såg därmed till att varje datum inträffade på samma veckodag varje år.  

## Månadsindelning
Fylkes tideräkning delar in året i tolv månader och fem dagar där utöver (samt en skottdag vart fjärde år). Genom denna konstruktion inträffar varje datum alltid på samma veckodag. 
I Sagan om ringen refererade Tolkien till månaderna med deras motsvarigheter på engelska, för att förenkla för läsarna. I Fylke har månaderna dock namn som, till skillnad från månaderna i Dúnedains kalender - vari månaderna behållit sina namn härstammande från det alviska Quenya - härstammar från gamla lokala benämningar av månaderna. För hobbitarna har den ursprungliga betydelsen dock fallit i glömska. 
| Månadsnummer | Namn i Fylke   | Namn i Bri  | Ungefärlig motsvarighet i den gregorianska kalendern |
| ------------ | -------------- | ----------- | ---------------------------------------------------- |
| –            | 2 Yule         | 2 Yule      | 22 december                                          |
| 1            | Afteryule      | Frery       | 23 december - 21 januari                             |
| 2            | Solmath        | Solmath     | 22 januari - 20 februari                             |
| 3            | Rethe          | Rethe       | 21 februari - 22 mars                                |
| 4            | Astron         | Clithing    | 23 mars - 21 april                                   |
| 5            | Thrimidge      | Thrimidge   | 22 april - 21 maj                                    |
| 6            | Forelithe      | Lithe       | 22 maj - 20 juni                                     |
| –            | 1 Lithe        | –           | 21 juni                                              |
| –            | Mid Year's Day | –           | 22 juni                                              |
| –            | Overlithe      | –           | Eventuell skottdag                                   |
| –            | 2 Lithe        | –           | 23 juni                                              |
| 7            | Afterlithe     | Mede        | 24 juni - 23 juli                                    |
| 8            | Wedmath        | Wedmath     | 24 juli - 22 augusti                                 |
| 9            | Halimath       | Harvestmath | 23 augusti - 21 september                            |
| 10           | Winterfilth    | Wintring    | 22 september - 21 oktober                            |
| 11           | Blotmath       | Blooting    | 22 oktober - 20 november                             |
| 12           | Foreyule       | Yulemath    | 21 november - 20 december                            |
| –            | 1 Yule         | 2 Yule      | 21 december                                          |

## Veckodagar
Likt med månaderna refererade Tolkien till veckodagarna med våra motsvarigheter, men de egentliga namnen hobbitarna brukade baserades på Dúnedains veckodagar. Dessa var i sin tur översättningar av de ursprungliga veckodagsnamnen på de alviska språken Quenya och Sindarin. Veckans sista dag var den främsta, och var efter dagens mitt en helgdag.
| Veckodag  | Motsvarighet | Etymologisk härkomst |
| --------- | ------------ | -------------------- |
| Sterday   | Lördag       | Vardas stjärnors dag |
| Sunday    | Söndag       | Solens dag           |
| Monday    | Måndag       | Månens dag           |
| Trewsday  | Tisdag       | Valinors träds dag   |
| Hevensday | Onsdag       | Himlens dag          |
| Mersday   | Torsdag      | Havets dag           |
| Highday   | Fredag       | Valarnas dag         |

## Etymologi
I sin konstruktion av veckodagarna använde Tolkien föråldrade engelska ord med samma betydelser som de Fylkes dagar skulle växt fram ur, för att sedan utföra en slags artificiell språklig evolution av dem, för att få fram ord som skulle reflektera de skillnader de skulle genomgått under historiens gång. Tolkien utförde även en liknande slags språkhistorisk utveckling, men baserade namnen på den anglosaxiska kalendern, såsom de antecknades av Beda venerabilis. Nedan följer en lista över månadsnamnen i Fylkes kalender, samt de gamla anglosaxiska namn de baserats på och dessas betydelse:
- Afteryule och Foreyule från Giul: månaderna då solen återvände
- Solmath från Solmonath, kakmånaden: då man offrade kakor
- Rethe från Hrethmonath: tillägnad gudinnan Hretha
- Astron från Eosturmonath: tillägnad gudinnan Eostre
- Thrimidge från Thrimilch, tre mjölkningar: då landet var så bördigt att man kunde mjölka korna tre gånger om dagen.
- Forelithe och Afterlithe från Litha, mild: då vindarna var så milda och navigerbara att man lätt kunde segla.
- Wedmath från Weodmonath, växtmånaderna: då landet var bördigt och mycket växte.
- Halimath från Halegmonath, helgmånad: tillägnad det heliga.
- Winterfilth från Winterfilleth: full av vinter.
- Blotmath från Blodmonat, blotmånad: då man blotade för gudarna. [6]